# Cá bám đá liền
Cá bám đá liền (danh pháp hai phần: Sinogastromyzon tonkinensis) là một loài cá thuộc chi Sinogastromyzon. Đây là loài có mặt trong Danh mục sách đỏ động vật Việt Nam.

## Mô tả
Vây lưng: II, 8, vây ngực: 13 - 14, vây bụng II, 9, vây hậu môn: 1, 5, vây trên đường bên: 50. Cá cỡ nhỏ, thân dạng lá rất dẹt. Cuống đuôi hơi dẹp bên. Mắt ở phía trên hai bên đầu. Lỗ mũi to, gần mắt xa mõm. Có 2 đôi râu hàm ở góc miệng. 4 râu mõm xếp thành 1 hàng. Khe mang chạy từ lưng kéo dài xuống tới trước vây ngực. Thân phủ vảy nhỏ. Đường bên hoàn toàn. Khởi điểm vây lưng sau khởi điểm vây bụng. Lỗ hậu môn bị vây bụng che lấp. Vây hậu môn có tia gai cứug khỏe. Cá có thân màu xám, lưng sẫm hơn bụng. Trên thân có nhiều chấm đen, vây lưng và vây đuôi có vân sọc.

## Sinh học
Thức ăn của cá là các loài tảo bám, chất hữu cơ vụn nát. Cá thành thục sau 1 - 2 năm tuổi. Mùa sinh sản vào tháng 3 - 4.

## Nơi sống và sinh thái
Cá chỉ sống ở những nơi nước chảy xiết ở các thác nước. Cá sống trên mặt các tảng đá lớn ở giữa các dòng chảy lớn.

## Phân bố
Cá bám đá liền phân bố trên hệ thống sông Hồng thuộc Việt Nam và tỉnh Vân Nam, Trung Quốc. Ở Việt Nam, loài cá này được tìm thấy tại khu vực sông Bứa ở vùng Thanh Sơn, tỉnh Phú Thọ.

## Giá trị sử dụng
Đây là loài đặc hữu của Việt Nam. Giống cá bám đá liền là giống cá điển hình sống ở các thác nước chảy xiết các sông suối Đông Nam Á. Thịt cá ăn rất ngon, tuy cá cỡ nhỏ. Nhân dân địa phương có tập quán ăn gỏi (ăn sống) cá bám đá liền.

## Tình trạng
Cá bám đá liền đã trở nên rất hiếm gặp (R) vì khai thác quá mức và vì dòng chảy ở các đoạn sông suối, nơi của cá bị thay đổi. Mức đe dọa: Bậc R.